# 松田未来 (漫画家)
松田 未来（まつだ みき、1970年12月19日 - ）は、日本の漫画家。東京都出身。男性。
「未来」は手塚治虫の漫画作品『人間ども集まれ!』の登場人物名から取られている。

## 作品リスト

### 連載
- 神速の紋章 烈風のケイジ （未単行本化） （2001年、週刊少年サンデー超連載）
- 天駆けるマトバ （未単行本化） （2004年、ヤングキング別冊キングダム連載）
- アンリミテッド・ウィングス （全2巻） （2005年 - 2006年、月刊ドラゴンエイジ連載）
- フォーチュン+ブリゲイド （全3巻） （2007年 - 2008年、WebコミックMAGNA連載）
  - 続刊は同人誌にて発行された。
- 空軍大戦略ふぁいてぃんぐ☆うぃんぐす （MC☆あくしず連載）
- 天空少女騎士団 （全3巻） （2009年 - 2010年、月刊ドラゴンエイジ連載）
- V&W CO..LTD. 〜航空機再生株式会社〜 （全1巻） （2010年、読むバンダイビジュアルYOMBAN連載）
- オオヤシマ 遣独愚連艦隊航海記 （全2巻） （2011年 - 2012年、電撃コミックジャパン連載）
- 極光ノ銀翼 （2013年 - 、画楽ノ杜連載）
- SWIFT! （全3巻）（2014年 - 2015年、月刊COMICリュウ連載） - リノ・エアレース、空中消火を題材とする。
- 夜光雲のサリッサ （既刊14巻）（原作担当、2017年-、月刊COMICリュウweb上で連載）

### 読み切り
- BIG CLOW (2003年、ガンダムエース掲載)
- 皇女陛下のレジェンドラ号 (2003年、ガンダムエース掲載)
- 蒼空の長槍 Blue Sky in 0087 (2004年、ガンダムエース掲載)